# Trombicula
Trombicula of  oogstmijt is een geslacht van mijten uit de familie van de Trombiculidae. In hun larvale stadium hechten ze zich aan verschillende dieren, waaronder mensen, en voeden zich op de huid, wat vaak jeuk veroorzaakt. Deze verwanten van teken zijn bijna microscopisch klein (ongeveer 0,4 mm) en hebben een chroomoranje tint. Een veel voorkomende soort oogstmijt in Noord-Amerika is Trombicula alfreddugesi; in West Europa Trombicula autumnalis.

## Soorten
Het geslacht Trombicula omvat onder andere de volgende soorten:
- Trombicula acuitlapanensis (A. Hoffmann, 1957)
- Trombicula alfreddugesi
- Trombicula autumnalis (Shaw)
- Trombicula batatas
- Trombicula boneti (A. Hoffmann, 1952)
- Trombicula formicarum (Berlese, 1910)
- Trombicula geniticula
- Trombicula halidasys
- Trombicula hirsti(Sambon, 1927)
- Trombicula imperfecta (Brennan & Jones, 1954)
- Trombicula jamesoni (J. M. Brennan, 1948)
- Trombicula jonesae (J. M. Brennan, 1952)
- Trombicula nagayoi
- Trombicula patrizii (Valle, 1952)
- Trombicula pumilis
- Trombicula spinosa
- Trombicula tecta
- Trombicula zeta